# Cold Ashton
Cold Ashton is een civil parish in het bestuurlijke gebied South Gloucestershire, in het Engelse graafschap Gloucestershire met 221 inwoners.